# Dragi Šestić
Dragi Šestić (Mostar, 14. svibnja 1966.) je bosanskohercegovački glazbeni producent. 1988. osnovao je sastav Mostar Sevdah Reunion. Radio je i s romskim glazbenicima Šabanom Bajramovićem i Ljiljanom Butler-Petrović. Sudjelovao je u izradi debitantskoga albuma Amire Medunjanin i zadnjega album Ljubiše Stojanovića Louisa.
Radio je s Esmom Redžepovom, Bobanom Markovićem, Naat Veliovom, Fulgericom, s iranskim glazbenikom Faridom Ali (album Ishraqaat), danskim sastavom Klezmofobia i inima. Njegov rad može se naći na mnogim kompilacijama world musica, većinom u izdanjima njegove diskografske kuće Snail Records, osnovane 2002. u Nizozemskoj, gdje živi i radi.

## Diskografija
1. Mostar Sevdah Reunion: «Mostar Sevdah Reunion» (1999 – World Connection)
2. Mostar Sevdah Reunion presents Šaban Bajramović: «A Gypsy Legend» (2001. World Connection)
3. Ljiljana Buttler: «The Mother Of Gypsy Soul» (2002. Snail Records)
4. Fulgerica i Mahala Gipsies: «Gypsy Music From The City Of Bucharest» (2002. World Connection)
5. Mostar Sevdah Reunion: «A Secret Gate» (2003. Snail Records)
6. Amira: «Rosa» (2004. Snail Records)
7. Branko Galoić : «Above The Roofs» (2005. Snail Records)
8. Farida: «Ishraqaat» (2005. Snail Records)
9. Mostar Sevdah Reunion i Ljiljana Buttler: «The Legends Of Life» (2005. Snail Records)
10. Mostar Sevdah Reunion i Šaban Bajramović: «Šaban» (2006. Snail Records)
11. Mostar Sevdah Reunion: «Cafe Sevdah» (2007 Snail Records)
12. Ljiljana Buttler: «Frozen Roses» (2009 Snail Records)
13. Sarr e Roma: «Sarayland» (2010. Snail Records)
14. Louis: «The Last King Of The Balkans» (2011. Snail Records)
15. Klezmofobia: «Kartushnik» (2012 Tiger Records)
16. Mostar Sevdah Reunion: «Tales From A Forgotten City» (2013 Snail Records/ World Connection)
17. Mostar Sevdah Reunion: «Kings Of Sevdah» (2016 Snail Records)
18. Klapa Reful Split: «Heart Of Dalmatia» (2017. Snail Records)
19. Mostar Sevdah Reunion presents Sreta: «Balkanska jesen» (2018. Snail Records)
20. Marin Jerkunica: «Badija» (2019 Snail Records)
21. Mostar Sevdah Reunion: «Lady Sings The Balkan Blues» (2022 Snail Records)

## Nagrade
- Bosanskohercegovačka muzička nagrada "Davorin" : Specijalna nagrada 2002 za promidžbu bosanskohercegovačke muzike u svijetu
- Bosanskohercegovačka muzička nagrada "Davorin": Najbolji etno album 2003. (za "The Mother Of Gypsy Soul: Ljiljana Buttler")
- Bosanskohercegovačke muzičke nagrade "Davorin": Najbolji etno album 2004 ( za Mostar Sevdah Reunion -"A Secret Gate")
- Bosanskohercegovačke muzičke nagrade "Davorin": Album godine 2004 ( za Mostar Sevdah Reunion -"A Secret Gate")

## Filmovi
- Mostar Sevdah Reunion Pjera Žalice 2000
- Sevdah most koji je preživio Mira Erdevički 2005
- Šaban Miloša Stojanovića 2007
- Priče iz zaboravljenog grada Amira Grabusa 2013
- Balkanski bluz- Priče iz Mostara Lucio de Candia 2016

## Vanjske poveznice
- Dragi Šestić na Discogs-u
- Diskografska kuća Snail Records  Arhivirana inačica izvorne stranice od 27. ožujka 2023. (Wayback Machine)
- Službena mrežna stranica MSR-a